# Хорген
Хорген (фр. Horgen, итал. Horgen) је град у средишњој Швајцарској. Хорген је значајан град кантона Цирих, као средиште његовог јужног дела.

## Природне одлике
Хорген се налази у средишњем делу Швајцарске. Од најближег већег града, Цириха град је удаљен 20 км јужно.
Рељеф: Хорген је смештен на јужној обали Циришког језера. Обала се стрмо издиже изнад обале, па је град стешњен између језера и оближњих Алпа. Надморска висина насеља је око 410 метара.
Клима: Клима у Хоргену је умерено континентална.
Воде: Хорген је смештен на јужној обали Циришког језера. Град је трајектом повезан са градићем Мајлен на наспрамној стани језера.

## Историја
Подручје Хоргена је било насељено још у време праисторије и Старог Рима, али није имало велики значај.
952. године први пут се спомиње насеље под овим именом.
Почетком 16. века, у доба реформације, грађани су примили протестантизам.
Током 19. века Хорген се почиње полако развијати и јачати привредно. Ово благостање се задржало до дан-данас.

## Становништво
2010. године Хорген је имао око 17.500 становника. Од тога приближно 27,1% су страни држављани.
Језик: Швајцарски Немци чине традиционално становништво града и немачки језик је званични у граду и кантону. Међутим, градско становништво је током протеклих неколико деценија постало веома шаролико, па се на улицама Хоргена чују бројни други језици. Тако данас немачки говори 79,9% градског становништва, а прате га италијански (5,7%) и албански језик (2,8%).
Вероисповест: Месни Немци су у 16. веку прихватили протестантизам. Међутим, последњих деценија у граду се знатно повећао удео римокатолика. Данашњи верски састав града је: протестанти (36,9%), римокатолици (33,6%), атеисти (11,7%), муслимани (7,0%).

## Збирка слика
- Поглед на средиште Хоргена и Циришко језеро
- Здање општинске управе
- Протестантска црква
- Градска школа